# Tōkaidō (regione)

province della Tōkaidō

La Tōkaidō (東海道? letteralmente "circuito del mare dell'est" o "regione del mare dell'est")  è un termine geografico giapponese.  Significa sia un'antica divisione del paese che la strada principale che la attraversa. Fa parte del sistema Gokishichidō.
Questo termine si riferisce anche a una serie di strade che collegavano le capitali (国府? Kokufu) di ciascuna delle province che componevano la regione.
La regione del Tōkaidō comprende otto antiche province.
- provincia di Iga
- provincia di Ise
- provincia di Shima
- provincia di Owari
- provincia di Mikawa
- provincia di Tōtōmi
- provincia di Suruga
- provincia di Kai
- provincia di Izu
- provincia di Sagami
- provincia di Musashi
- provincia di Awa
- provincia di Kazusa
- provincia di Shimōsa
- provincia di Hitachi

Nel periodo Edo la  '  strada Tōkaidō  ( 東海 道 ?,  strada dell'oceano dell'est)'  fu la strada più importante del Giappone anche dopo la caduta dello shogunato Tokugawa. All'inizio periodo Meiji la rotta orientale di questa regione era quella scelta per mettere insieme le linee telegrafiche che collegavano la vecchia capitale di Kyoto con la nuova "capitale orientale" a Tokyo.